# Armenisch-apostolische Kirche des Heiligen Gregor des Erleuchters (Teheran)

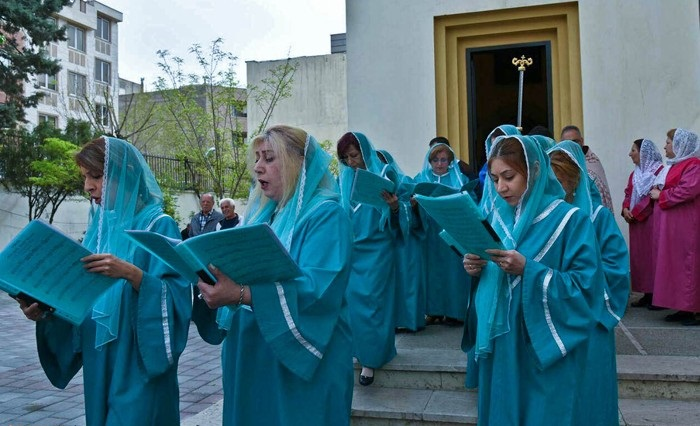
Chor in der Kirche

Die Kirche Surp Grigor Lussaworitsch oder Sankt-Gregor-der-Erleuchter-Kirche (armenisch Սուրբ Գրիգոր Լուսավորիչ եկեղեցի Surb Grigor Lussaworitsch jekeghetsi, persisch کلیسای سنت گریگور روشنگر) ist eine Kirche in der iranischen Hauptstadt Teheran, die im Jahre 1983 geweiht wurde. Sie gehört zum Bistum Teheran der Armenischen Apostolischen Kirche.

## Standort
Die armenisch-apostolische Sankt-Gregor-der-Erleuchter-Kirche steht im Wohnviertel Zaytun im Stadtteil Majidiyeh an der Südseite der Schahid-Royan-Straße und rund 50 m nördlich der Zarrinqabayi-Straße.

## Architektur

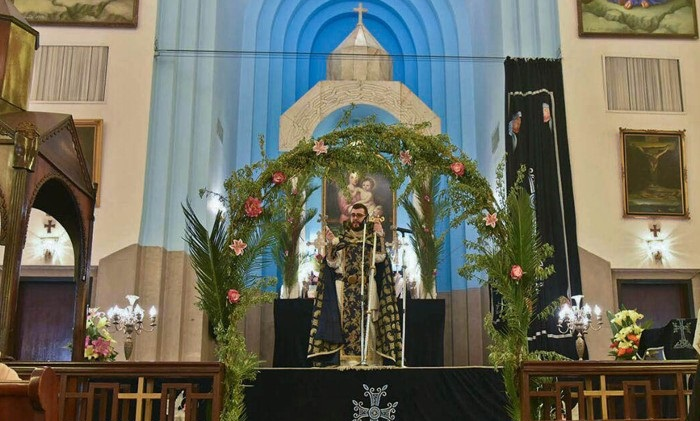
Kirchenaltar

Die aus Stahlbeton gebaute armenisch-apostolische Sankt-Gregor-der-Erleuchter-Kirche ist eine Kreuzkirche mit einer großen Kuppel auf einem sechzehnkantigen Tambour mit entsprechend vielen rechteckigen Fenstern und Pyramidendach mit Kreuz über der Vierung, die sich etwas mehr im Osten des Längsschiffes befindet. An dessen westlichem Ende ist der Eingang und am östlichen die Apsis mit dem Altar. Längs- und Querschiff haben ein Satteldach. Die Kirche soll gegen Erdbeben bis zur Stärke 10 sicher sein. Die große Kuppel ist der Sankt-Hripsime-Kirche in Etschmiadsin (Armenien) nachempfunden. Als Besonderheit der Kirche wird hervorgehoben, dass ihre Kuppel höher ist als bei anderen armenischen Kirchen Teherans.

## Geschichte
1975 ergriffen Armenier des Stadtteils Majidiyeh die Initiative für den Bau einer neuen Kirche. Das Geld für den Erwerb des Kirchengrundstücks im Teheraner Wohnviertel Zaytun wurde von hier lebenden Armeniern, insbesondere vom Ehepaar Gregor und Hratschul Melikian gespendet. Für den Bau wurde aus 18 Bewerbern der junge Ingenieur Jirair Simonian ausgewählt. Die armenisch-apostolische Sankt-Gregor-der-Erleuchter-Kirche in Teheran wurde im Jahre 1982 fertiggestellt und am 14. Januar 1983 vom Erzbischof Ardak Manukian konsekriert.

## Verwechslungsmöglichkeiten
Die armenisch-apostolische Sankt-Gregor-der-Erleuchter-Kirche in Teheran sollte nicht mit der armenisch-katholischen Sankt-Gregor-der-Erleuchter-Kirche in Teheran verwechselt werden.